# MySQL
MySQL là hệ quản trị cơ sở dữ liệu tự do nguồn mở phổ biến nhất thế giới và được các nhà phát triển rất ưa chuộng trong quá trình phát triển ứng dụng. Vì MySQL là hệ quản trị cơ sở dữ liệu tốc độ cao, ổn định và dễ sử dụng, có tính khả chuyển, hoạt động trên nhiều hệ điều hành cung cấp một hệ thống lớn các hàm tiện ích rất mạnh. Với tốc độ và tính bảo mật cao, MySQL rất thích hợp cho các ứng dụng có truy cập CSDL trên internet. Người dùng có thể tải về MySQL miễn phí từ trang chủ. MySQL có nhiều phiên bản cho các hệ điều hành khác nhau: phiên bản Win32 cho các hệ điều hành dòng Windows, Linux, Mac OS X, Unix, FreeBSD, NetBSD, Novell NetWare, SGI Irix, Solaris, SunOS,..
MySQL là một trong những ví dụ rất cơ bản về Hệ Quản trị Cơ sở dữ liệu quan hệ sử dụng Ngôn ngữ truy vấn có cấu trúc (SQL).
MySQL được sử dụng cho việc bổ trợ Node.js, PHP, Perl, và nhiều ngôn ngữ khác, là nơi lưu trữ những thông tin trên các trang web viết bằng NodeJs, PHP hay Perl,...

## Tools
- Database Master - MySQL Management Tool
- phpMyAdmin
- MySQL Workbench